# Hungria nos Jogos Olímpicos de Verão da Juventude de 2010
A Hungria participou dos Jogos Olímpicos de Verão da Juventude de 2010 em Cingapura. Com uma delegação composta por 51 atletas que competiram em 18 esportes, o país conquistou seis medalhas de ouro, quatro de prata e cinco de bronze, terminando na nona posição do quadro de medalhas.

## Medalhistas
| Medalha | Nome             | Esporte          | Evento                         | Data         |
| ------- | ---------------- | ---------------- | ------------------------------ | ------------ |
| Ouro    | Boglárka Kapás   | Natação          | 200 m borboleta feminino       | 16 de agosto |
| Ouro    | Péter Bernek     | Natação          | 200 m costas masculino         | 20 de agosto |
| Ouro    | Bence Biczó      | Natação          | 200 m borboleta masculino      | 20 de agosto |
| Ouro    | Boglárka Kapás   | Natação          | 400 m livre feminino           | 20 de agosto |
| Ouro    | Ramóna Farkasdi  | Canoagem         | Velocidade K1 feminino         | 22 de agosto |
| Ouro    | Sándor Tótka     | Canoagem         | Velocidade K1 masculino        | 22 de agosto |
| Prata   | Boglárka Kapás   | Natação          | 200 m livre feminino           | 18 de agosto |
| Prata   | Zsófia Földházi  | Pentatlo moderno | Individual feminino            | 21 de agosto |
| Prata   | Barbara Batizi   | Judô             | Até 44 kg feminino             | 21 de agosto |
| Prata   | Krisztina Váradi | Atletismo        | Arremesso de disco feminino    | 21 de agosto |
| Bronze  | Dóra Lupkovics   | Esgrima          | Florete individual feminino    | 15 de agosto |
| Bronze  | Balázs Zámbó     | Natação          | 200 m costas masculino         | 20 de agosto |
| Bronze  | Krisztián Toth   | Judô             | Até 81 kg masculino            | 22 de agosto |
| Bronze  | Balázs Töreky    | Atletismo        | Arremesso de martelo masculino | 23 de agosto |
| Bronze  | Zoltán Harcsa    | Boxe             | Peso médio (até 75 kg)         | 24 de agosto |

## Atletismo
| Evento                         | Atleta            | Qualificação | Qualificação | Final     | Final        |
| Evento                         | Atleta            | Resultado    | Posição      | Resultado | Posição      |
| ------------------------------ | ----------------- | ------------ | ------------ | --------- | ------------ |
| 100 m feminino                 | Anasztázia Nguyen | 11.89        | 5º (2º q3)   | 11.81     | 5º (Final A) |
| Arremesso de martelo masculino | Balázs Töreky     | 71,30        | 4º           | 70,13     | [ 5 ]        |
| Salto com vara feminino        | Diana Szabó       | 3,35         | 14º          | 3,45      | 6º (Final B) |
| Arremesso de martelo feminino  | Fruzsina Fertig   | 53,91        | 8º           | 51,01     | 7º (Final A) |
| Arremesso de disco feminino    | Krisztina Váradi  | 47,02        | 4º           | 49,92     | [ 11 ]       |
| Arremesso de disco masculino   | János Káplár      | 53,67        | 10º          | 57,95     | 1º (Final B) |
| Salto em altura feminino       | Réka Czúth        | 1,70         | 11º          | 1,72      | 3º (Final B) |

## Boxe
| Evento                             | Atleta          | Preliminares             | Semifinais              | Disputa pelo bronze               | Pos. final        |
| ---------------------------------- | --------------- | ------------------------ | ----------------------- | --------------------------------- | ----------------- |
| Peso super-pesado (acima de 91 kg) | József Zsigmond | Sem oponente             | NZL Joseph Parker D 1-5 | MDA Daniil Svaresciuc D abandonou | 4º                |
| Peso médio (até 75 kg)             | Zoltán Harcsa   | KAZ Adlet Rakishev V 6-1 | AUS Damien Hooper D 0-4 | NGR Muideen Akanji V 8-1          | Medalha de bronze |

## Canoagem
| Evento                  | Atleta          | Tomada de tempo | Tomada de tempo | 1ª rodada                                   | 2ª rodada (repescagem)                 | Oitavas-de-final                       | Quartas-de-final                         | Semi-finais                  | Final                       | Pos. final      |
| Evento                  | Atleta          | Resultado       | Pos.            | Oponente Resultado                          | Oponente Resultado                     | Oponente Resultado                     | Oponente Resultado                       | Oponente Resultado           | Oponente Resultado          | Pos. final      |
| ----------------------- | --------------- | --------------- | --------------- | ------------------------------------------- | -------------------------------------- | -------------------------------------- | ---------------------------------------- | ---------------------------- | --------------------------- | --------------- |
| Velocidade K1 feminino  | Ramóna Farkasdi | 1:40.64         | 1º              | CAN Jazmyne Denhollander V 1:40.17 (bat. 1) |                                        | TUN Ben Ismail Afef V 1:39.65 (bat. 1) | RSA Kerry Segal V 1:44.14 (bat. 1)       | BEL Hermien Peters V 1:41.42 | CHN Jieyi Huang V 1:41.26   | Medalha de ouro |
| Slalom K1 feminino      | Ramóna Farkasdi | 2:03.19         | 19º             | GER Nathalie Grewelding D 2:04.21 (bat. 5)  | POL Joanna Bruska D 2:00.08 (rep. 5)   | Não avançou                            | Não avançou                              | Não avançou                  | Não avançou                 | --              |
| Velocidade K1 masculino | Sándor Tótka    | 1:29.39         | 1º              | Sem oponente                                |                                        | BUL Boris Nedyalkov V 1:30.14 (bat. 1) | UKR Vasyl Zelnychenko V 1:32.18 (bat. 1) | ESP Íñigo García V 1:31.17   | GER Tom Liebscher V 1:28.91 | Medalha de ouro |
| Slalom K1 masculino     | Sándor Tótka    | 1:43.60         | 13º             | POR João Silva D 1:45.40 (bat. 9)           | BUL Boris Nedyalkov V 1:48.85 (rep. 4) | SLO Simon Brus D 1:43.38 (bat. 1)      | Não avançou                              | Não avançou                  | Não avançou                 | --              |

## Ciclismo
| Prova                     | Equipe            | Corta-mato | Corta-mato | Corta-mato | Corta-mato | Corta-mato | Corta-mato | Contra-relógio | Contra-relógio | Contra-relógio | Contra-relógio | Contra-relógio | Contra-relógio | BMX    | BMX  | BMX  | BMX    | BMX   | BMX   | Estrada masculino[n1] | Estrada masculino[n1] | Estrada masculino[n1] | Pontuação geral | Pos. final |
| Prova                     | Equipe            | Fem.       | Fem.       | Fem.       | Masc.      | Masc.      | Masc.      | Fem.           | Fem.           | Fem.           | Masc.          | Masc.          | Masc.          | Fem.   | Fem. | Fem. | Masc.  | Masc. | Masc. | Estrada masculino[n1] | Estrada masculino[n1] | Estrada masculino[n1] | Pontuação geral | Pos. final |
| Prova                     | Equipe            | T          | P          | Pts        | T          | P          | Pts        | T              | P              | Pts            | T              | P              | Pts            | T      | P    | Pts  | T      | P     | Pts   | T                     | P                     | Pts                   | Pontuação geral | Pos. final |
| ------------------------- | ----------------- | ---------- | ---------- | ---------- | ---------- | ---------- | ---------- | -------------- | -------------- | -------------- | -------------- | -------------- | -------------- | ------ | ---- | ---- | ------ | ----- | ----- | --------------------- | --------------------- | --------------------- | --------------- | ---------- |
| Equipes mistas combinadas | Ferenc Stubán     |            |            |            |            |            |            |                |                |                | 4:31.31        | 28º            | 30             |        |      |      |        |       |       | 1:05:44               | 36º                   | 72                    | 358             | 30º        |
| Equipes mistas combinadas | Patrik Szoboszlai |            |            |            |            |            |            |                |                |                |                |                |                |        |      |      | 33.772 | 20º   | 72    | Não completou         | --                    | --                    | 358             | 30º        |
| Equipes mistas combinadas | Péter Fenyvesi    |            |            |            | 1:03:05    | 14º        | 66         |                |                |                |                |                |                |        |      |      |        |       |       | 1:05:44               | 36º                   | 72                    | 358             | 30º        |
| Equipes mistas combinadas | Zsófia Kéri       | 56:51      | 17º        | 40         |            |            |            | 3:46.03        | 24º            | 40             |                |                |                | 45.404 | 15º  | 38   |        |       |       |                       |                       |                       | 358             | 30º        |

↑  Na prova de estrada apenas a melhor pontuação foi considerada.

## Esgrima
| Evento                       | Atleta          | Qualificação | Qualificação | Oitavas-de-final          | Quartas-de-final              | Semifinais                    | Final                      | Pos. final        |
| Evento                       | Atleta          | Oponente Resultado | Pos.         | Oponente Resultado        | Oponente Resultado            | Oponente Resultado            | Oponente Resultado         | Pos. final        |
| ---------------------------- | --------------- | --- | ------------ | ------------------------- | ----------------------------- | ----------------------------- | -------------------------- | ----------------- |
| Sabre individual masculino   | András Szatmári | USA Will Spear D 3-5 RUS Artur Okunev D 4-5 CAN Miguel Breault-Mallette V 5-1 ITA Leonardo Affede V 5-3 KOR Song Jong-Hun V 5-0          | 5º           | KOR Song Jong-Hun D 14-15 | Não avançou                   | Não avançou                   | Não avançou                | 9º                |
| Florete individual masculino | Antal Györgyi   | RUS Kirill Lichagin D 4-5 GBR Alexander Tofalides D 0-5 KOR Lee Kwang-Hyun D 3-5 EGY Mostafa Mahmoud D 2-5 ITA Edoardo Luperi D 0-5      | 13º          | KOR Lee Kwang-Hyun D 8-15 | Não avançou                   | Não avançou                   | Não avançou                | 13º               |
| Florete individual feminino  | Dóra Lupkovics  | ESA Ivania Carballo Barrera V 5-4 SIN Ye Ying Liane Wong V 5-1 KOR Choi Duk-Ha V 5-4 CHN Wang Lianlian D 3-5 SVK Michala Cellerová V 5-0 | 2º           | Sem oponente              | SVK Michala Cellerová V 15-12 | RUS Victoria Alexeeva D 11-15 | CAN Alanna Goldie V 15-10* | Medalha de bronze |

| Evento         | Atleta                                                     | Oitavas-de-final   | Quartas-de-final          | Classificação 5-8         | Disputa pelo 5º lugar   | Pos. final |
| Evento         | Atleta                                                     | Oponente Resultado | Oponente Resultado        | Oponente Resultado        | Oponente Resultado      | Pos. final |
| -------------- | ---------------------------------------------------------- | ------------------ | ------------------------- | ------------------------- | ----------------------- | ---------- |
| Equipes mistas | Tevfik Burak Babaoglu (como integrante da equipe Europa 3) | Sem oponente       | Equipe Américas 1 D 28-30 | Equipe Américas 2 V 30-23 | Equipe Europa 4 D 29-30 | 6º         |

* Disputa pelo bronze

## Ginástica artística
| Atleta                | Evento                       | Qualificação | Qualificação | Final por aparelhos | Final por aparelhos | Final individual geral | Final individual geral | Final individual geral | Final individual geral | Final individual geral | Final individual geral | Final individual geral | Final individual geral | Final individual geral | Final individual geral |
| Atleta                | Evento                       | Result.      | Pos.         | Result.             | Pos.                | Barras assimétricas    | Trave                  | Solo                   | Salto                  | Cavalo com alças       | Argolas                | Barras paralelas       | Barra fixa             | Total                  | Pos.                   |
| --------------------- | ---------------------------- | ------------ | ------------ | ------------------- | ------------------- | ---------------------- | ---------------------- | ---------------------- | ---------------------- | ---------------------- | ---------------------- | ---------------------- | ---------------------- | ---------------------- | ---------------------- |
| Bianka Szabina Mitykó | Salto feminino               | 13.650       | 10º          | 13.237              | 8º                  |                        |                        |                        |                        |                        |                        |                        |                        |                        |                        |
| Bianka Szabina Mitykó | Barras assimétricas feminino | 11.250       | 27º          | Não avançou         | Não avançou         |                        |                        |                        |                        |                        |                        |                        |                        |                        |                        |
| Bianka Szabina Mitykó | Trave feminino               | 12.700       | 21º          | Não avançou         | Não avançou         |                        |                        |                        |                        |                        |                        |                        |                        |                        |                        |
| Bianka Szabina Mitykó | Solo feminino                | 12.750       | 14º          | Não avançou         | Não avançou         |                        |                        |                        |                        |                        |                        |                        |                        |                        |                        |
| Bianka Szabina Mitykó | Individual geral feminino    | 50.350       | 19º          |                     |                     | Não avançou            | Não avançou            | Não avançou            | Não avançou            |                        |                        |                        |                        | Não avançou            | Não avançou            |
| Levente Vágner        | Solo masculino               | 13.250       | 27º          | Não avançou         | Não avançou         |                        |                        |                        |                        |                        |                        |                        |                        |                        |                        |
| Levente Vágner        | Cavalo com alças masculino   | 13.650       | 7º           | 13.425              | 5º                  |                        |                        |                        |                        |                        |                        |                        |                        |                        |                        |
| Levente Vágner        | Argolas masculino            | 13.600       | 17º          | Não avançou         | Não avançou         |                        |                        |                        |                        |                        |                        |                        |                        |                        |                        |
| Levente Vágner        | Salto masculino              | 14.650       | 35º          | Não avançou         | Não avançou         |                        |                        |                        |                        |                        |                        |                        |                        |                        |                        |
| Levente Vágner        | Barras paralelas masculino   | 13.600       | 14º          | Não avançou         | Não avançou         |                        |                        |                        |                        |                        |                        |                        |                        |                        |                        |
| Levente Vágner        | Barra fixa masculino         | 12.850       | 27º          | Não avançou         | Não avançou         |                        |                        |                        |                        |                        |                        |                        |                        |                        |                        |
| Levente Vágner        | Individual geral masculino   | 81.600       | 14º          |                     |                     |                        |                        | 13.500                 | 14.450                 | 13.650                 | 13.100                 | 13.650                 | 12.900                 | 81.250                 | 13º                    |

## Halterofilismo
| Evento             | Atleta      | Peso corporal (kg) | Arranque (kg) | Arranque (kg) | Arranque (kg) | Arranque (kg) | Arremesso (kg) | Arremesso (kg) | Arremesso (kg) | Arremesso (kg) | Total (kg) | Pos. final |
| Evento             | Atleta      | Peso corporal (kg) | 1             | 2             | 3             | Res.          | 1              | 2              | 3              | Res.           | Total (kg) | Pos. final |
| ------------------ | ----------- | ------------------ | ------------- | ------------- | ------------- | ------------- | -------------- | -------------- | -------------- | -------------- | ---------- | ---------- |
| Até 48 kg feminino | Lilla Berki | 46,03              | 40            | 43            | 46            | 46            | 53             | 57             | 60             | 57             | 103        | 8º         |

## Judô
| Evento              | Atleta         | 1ª rodada                  | 2ª rodada                     | Semifinais                       | Disputa pelo bronze B         | Final                     | Pos. final        |
| ------------------- | -------------- | -------------------------- | ----------------------------- | -------------------------------- | ----------------------------- | ------------------------- | ----------------- |
| Até 44 kg feminino  | Barbara Batizi | Sem oponente               | BLR Vita Valnova V 101-000    | CAM Sothea Sam V 020-000         |                               | KOR Bae Seul-Bi D 000-011 | [ 17 ]            |
| Até 81 kg masculino | Krisztián Tóth | LBA Anis Shalabi V 002-000 | AUT Michael Greiter V 002-000 | RUS Khasan Khalmurzaev D 000-001 | TUR Batuhan Efemgil V 100-001 |                           | Medalha de bronze |

| Evento         | Atleta                                                | 1ª rodada               | 2ª rodada   | Semifinais  | Final       | Pos. final |
| -------------- | ----------------------------------------------------- | ----------------------- | ----------- | ----------- | ----------- | ---------- |
| Equipes mistas | Barbara Batizi (como integrante da equipe Paris)      | ZZX Equipe Tóquio D 3-5 | Não avançou | Não avançou | Não avançou | 10º        |
| Equipes mistas | Krisztián Tóth (como integrante da equipe Birmingham) | ZZX Equipe Cairo D 2-5  | Não avançou | Não avançou | Não avançou | 12º        |

## Lutas
| Evento                           | Atleta         | Preliminares              | Preliminares              | Preliminares       | Preliminares | Disputa pelo 5º lugar               | Pos. final |
| Evento                           | Atleta         | 1ª rodada                 | 2ª rodada                 | 3ª rodada          | Pos.         | Oponente Resultado                  | Pos. final |
| Evento                           | Atleta         | Oponente Resultado        | Oponente Resultado        | Oponente Resultado | Pos.         | Oponente Resultado                  | Pos. final |
| -------------------------------- | -------------- | ------------------------- | ------------------------- | ------------------ | ------------ | ----------------------------------- | ---------- |
| Greco-romana até 58 kg masculino | Adrián Kránitz | KGZ Urmatbek Amatov D 0-4 | NAM Jason Afrikaner D 0-4 | Folga              | 1º           | MEX Pedro Rodríguez Camarillo D 1-3 | 6º         |

| Evento                   | Atleta         | Preliminares              | Preliminares            | Preliminares            | Preliminares | Disputa pelo 7º lugar     | Pos. final |
| Evento                   | Atleta         | 1ª rodada                 | 2ª rodada               | 3ª rodada               | Pos.         | Oponente Resultado        | Pos. final |
| Evento                   | Atleta         | Oponente Resultado        | Oponente Resultado      | Oponente Resultado      | Pos.         | Oponente Resultado        | Pos. final |
| ------------------------ | -------------- | ------------------------- | ----------------------- | ----------------------- | ------------ | ------------------------- | ---------- |
| Livre até 70 kg feminino | Zsaneth Németh | UKR Karyna Stankova D 0-4 | CAN Dorothy Yeats D 0-3 | AUT Martina Kuenz D 0-4 | 4º           | EGY Thoraya Mohamed V 3-0 | 7º         |

## Natação

### Feminino
| Evento                   | Atleta                                            | Qualificação | Qualificação | Semifinais  | Semifinais  | Final       | Final            |
| Evento                   | Atleta                                            | Resultado    | Posição      | Resultado   | Posição     | Resultado   | Posição          |
| ------------------------ | ------------------------------------------------- | ------------ | ------------ | ----------- | ----------- | ----------- | ---------------- |
| 100 m livre feminino     | Ágnes Bucz                                        | 57.70        | 8º (3º q7)   | 56.97       | 6º (3º sf1) | 57.40       | 6º               |
| 200 m livre feminino     | Ágnes Bucz                                        | 2:05.90      | 16º (4º q4)  |             |             | Não avançou | Não avançou      |
| 400 m livrre feminino    | Anna Olasz                                        | 4:19.71      | 8º (3º q3)   |             |             | 4:20.24     | 8º               |
| 200 m livre feminino     | Boglárka Kapás                                    | 2:02.84      | 3º (2º q6)   |             |             | 2:00.99     | Medalha de prata |
| 400 m livre feminino     | Boglárka Kapás                                    | 4:16.02      | 2º (1º q4)   |             |             | 4:10.37     | Medalha de ouro  |
| 200 m borboleta feminino | Boglárka Kapás                                    | 2:11.97      | 1º (q3)      |             |             | 2:08.72     | Medalha de ouro  |
| 100 m borboleta feminino | Diána Ambrus                                      | 1:04.14      | 23º (7º q3)  | Não avançou | Não avançou | Não avançou | Não avançou      |
| 200 m borboleta feminino | Diána Ambrus                                      | 2:13.88      | 3º (2º q1)   |             |             | 2:12.90     | 4º               |
| 4x100 m livre feminino   | Boglárka Kapás Diána Ambrus Anna Olasz Ágnes Bucz | 3:57.34      | 7º (3º q2)   |             |             | 3:56.42     | 7º               |

### Masculino
| Evento                    | Atleta                                              | Qualificação | Qualificação | Semifinais | Semifinais  | Final       | Final             |
| Evento                    | Atleta                                              | Resultado    | Posição      | Resultado  | Posição     | Resultado   | Posição           |
| ------------------------- | --------------------------------------------------- | ------------ | ------------ | ---------- | ----------- | ----------- | ----------------- |
| 400 m livre masculino     | Balázs Zámbó                                        | 3:57.75      | 5º (2º q4)   |            |             | 3:56.56     | 6º                |
| 200 m costas masculino    | Balázs Zámbó                                        | 2:04.38      | 4º (2º q2)   |            |             | 2:01.60     | Medalha de bronze |
| 100 m borboleta masculino | Bence Biczó                                         | 54.76        | 8º (3º q4)   | 54.03      | 4º (3º sf1) | 53.99       | 6º                |
| 200 m borboleta masculino | Bence Biczó                                         | 1:58.63      | 1º (q1)      |            |             | 1:55.89     | Medalha de ouro   |
| 100 m livre masculino     | Péter Bernek                                        | 51.40        | 7º (2º q5)   | Desistiu   | --          | Não avançou | Não avançou       |
| 200 m livre masculino     | Péter Bernek                                        | 2:03.01      | 42º (7º q6)  |            |             | Não avançou | Não avançou       |
| 400 m livrre masculino    | Péter Bernek                                        | 3:58.47      | 8º (2º q3)   |            |             | 3:56.77     | 8º                |
| 100 m costas masculino    | Péter Bernek                                        | 57.10        | 3º (2º q3)   | 56.97      | 5º (2º sf2) | 56.33       | 4º                |
| 200 m costas masculino    | Péter Bernek                                        | 2:00.49      | 1º (q3)      |            |             | 1:59.18     | Medalha de ouro   |
| 200 m borboleta masculino | Zsombor Szána                                       | 2:02.51      | 8º (3º q3)   |            |             | 2:01.52     | 7º                |
| 200 m medley masculino    | Zsombor Szána                                       | 2:05.78      | 13º (4º q2)  |            |             | Não avançou | Não avançou       |
| 4x100 m medley masculino  | Péter Bernek Zsombor Szána Bence Biczó Balázs Zámbó | 3:49.19      | 7º (4º q1)   |            |             | 3:47.27     | 7º                |

## Pentatlo moderno
| Evento               | Atleta                                 | Esgrima (Espada 1 toque) | Esgrima (Espada 1 toque) | Esgrima (Espada 1 toque) | Natação (200 m livre) | Natação (200 m livre) | Natação (200 m livre) | Corrida e tiro (3000 m, pistola a laser) | Corrida e tiro (3000 m, pistola a laser) | Corrida e tiro (3000 m, pistola a laser) | Pontuação total | Pos. final       |
| Evento               | Atleta                                 | Result.                  | Pos.                     | Pontos                   | Tempo                 | Pos.                  | Pontos                | Tempo                                    | Pos.                                     | Pontos                                   | Pontuação total | Pos. final       |
| -------------------- | -------------------------------------- | ------------------------ | ------------------------ | ------------------------ | --------------------- | --------------------- | --------------------- | ---------------------------------------- | ---------------------------------------- | ---------------------------------------- | --------------- | ---------------- |
| Individual masculino | Gergely Demeter                        | 10                       | 16º                      | 760                      | 2:02.24               | 2º                    | 1336                  | 10:41.15                                 | 1º                                       | 2436                                     | 4532            | 4º               |
| Individual masculino | Zsófia Földházi                        | 16                       | 3º                       | 1000                     | 2:09.30               | 1º                    | 1252                  | 13:14.14                                 | 11º                                      | 1824                                     | 4076            | Medalha de prata |
| Equipes mistas       | Gergely Demeter e LAT Sindija Roga     | 34                       | 24º                      | 700                      | 2:03.78               | 6º                    | 1316                  | 17:03.05                                 | 22º                                      | 1988                                     | 4004            | 22º              |
| Equipes mistas       | Zsófia Földházi e BLR Aliaksandr Biruk | 45                       | 13º                      | 810                      | 1:58.39               | 1º                    | 1380                  | 15:36.70                                 | 7º                                       | 2336                                     | 4526            | 4º               |

## Remo
| Evento                  | Atleta                   | Elim.   | Elim.       | Repescagem | Repescagem  | Semifinais | Semifinais   | Final   | Final        |
| Evento                  | Atleta                   | Tempo   | Pos.        | Tempo      | Pos.        | Tempo      | Pos.         | Tempo   | Pos.         |
| ----------------------- | ------------------------ | ------- | ----------- | ---------- | ----------- | ---------- | ------------ | ------- | ------------ |
| Skiff simples masculino | Márk Bíró                | 3:29.91 | 2º (bat. 3) | 3:34.31    | 1º (rep. 3) | 3:34.40    | 4º (sf A/B1) | 3:28.00 | 1º (Final B) |
| Dois sem feminino       | Szimóna Uglik Hella Kiss | 3:40.12 | 2º (bat. 1) |            |             | 3:46.22    | 3º (sf A/B2) | 3:40.58 | 6º (Final A) |

## Tênis
| Evento            | Atleta                                  | 1ª rodada                            | Torneio de consolação  | Torneio de consolação | Torneio de consolação | Torneio de consolação | Pos. final |
| Evento            | Atleta                                  | 1ª rodada                            | 1ª rodada              | Quartas-de-final      | Semifinais            | Final                 | Pos. final |
| Evento            | Atleta                                  | Oponente Resultado                   | Oponente Resultado     | Oponente Resultado    | Oponente Resultado    | Oponente Resultado    | Pos. final |
| ----------------- | --------------------------------------- | ------------------------------------ | ---------------------- | --------------------- | --------------------- | --------------------- | ---------- |
| Simples masculino | Márton Fucsovics (cabeça-de-chave nº 1) | GBR Oliver Golding D 0-2 (5-7 e 3-6) | CAN Pavel Krainik D WO | Não avançou           | Não avançou           | Não avançou           | --         |

| Evento            | Atleta                             | 1ª rodada                             | 2ª rodada                              | Quartas-de-final                       | Semifinais                         | Final                                | Pos. final |
| Evento            | Atleta                             | Oponente Resultado                    | Oponente Resultado                     | Oponente Resultado                     | Oponente Resultado                 | Oponente Resultado                   | Pos. final |
| ----------------- | ---------------------------------- | ------------------------------------- | -------------------------------------- | -------------------------------------- | ---------------------------------- | ------------------------------------ | ---------- |
| Simples masculino | Máté Zsiga (cabeça-de-chave nº 7)  | SVK Filip Horanský V 2-0 (6-3 e 6-2)  | CHN Ouyang Bowen V 2-0 (6-4 e 6-2)     | BIH Damir Džumhur D 0-2 (4-6 e 3-6)    | Não avançou                        | Não avançou                          | --         |
| Simples feminino  | Tímea Babos (cabeça-de-chave nº 3) | UKR Sofiya Kovalets V 2-0 (6-2 e 6-1) | SVK Chantal Škamlová V 2-0 (7-5 e 6-3) | RUS Yulia Putintseva V 2-0 (6-1 e 6-3) | CHN Zheng Saisai D 0-2 (4-6 e 1-6) | SVK Jana Čepelová D 0-2 (2-6 e 5-7)* | 4º         |

| Evento            | Atleta                                                      | 1ª rodada                                                                | Quartas-de-final                                              | Semifinais                                                 | Final                                                        | Pos. final        |
| Evento            | Atleta                                                      | Oponente Resultado                                                       | Oponente Resultado                                            | Oponente Resultado                                         | Oponente Resultado                                           | Pos. final        |
| ----------------- | ----------------------------------------------------------- | ------------------------------------------------------------------------ | ------------------------------------------------------------- | ---------------------------------------------------------- | ------------------------------------------------------------ | ----------------- |
| Duplas masculinas | Márton Fucsovics e Máté Zsiga (cabeças-de-chave nº 1)       | MKD Stefan Micov/ TUN Ahmed Triki V 2-0 (6-4 e 6-2)                      | RUS Victor Baluda/ RUS Mikhail Biryukov D 0-2 (2-6 e 4-6)     | Não avançaram                                              | Não avançaram                                                | --                |
| Duplas femininas  | Tímea Babos e BEL An-Sophie Mestach (cabeças-de-chave nº 1) | MAD Nariantsa Rasolomalala/ MAD Zarah Razafimahatratra V 2-0 (6-1 e 6-3) | JPN Sachie Ishizu/ JPN Emi Mutaguchi V 2-1 (4-6, 6-3 e 14-12) | CHN Tang Haochen/ CHN Zheng Saisai D 1-2 (6-3, 3-6 e 7-10) | RUS Daria Gavrilova/ RUS Yulia Putintseva V 2-0 (6-2 e 6-2)* | Medalha de bronze |

* Disputa pelo bronze

## Tênis de mesa
| Evento           | Atleta               | Preliminares | Preliminares | Preliminares | 2ª fase consolação | 2ª fase consolação                                                                                                | 2ª fase consolação | Pos. final |
| Evento           | Atleta               | Grupo        | Confrontos | Pos.         | Grupo              | Confrontos | Pos.               | Pos. final |
| ---------------- | -------------------- | ------------ | --- | ------------ | ------------------ | --- | ------------------ | ---------- |
| Simples feminino | Mercédesz Nagyváradi | C            | THA Suthasini Sawettabut D 0-3 (4-11, 5-11, 3-11) ALG Islem Laid V 3-0 (11-5, 13-11, 11-1) POR Maria Xiao D 0-3 (14-16, 6-11, 8-11) | 3º           | EE                 | Folga IND Mallika Bhandarkar V 3-2 (11-2, 11-9, 8-11, 8-11, 11-2) CGO Jolie Mafuta Ivoso V 3-0 (11-3, 11-2, 11-8) | 1º                 | --         |

| Evento            | Atleta        | Preliminares | Preliminares | Preliminares | 2ª fase | 2ª fase | 2ª fase | Quartas-de-final                                                | Semifinais                                         | Final                                                  | Pos. final |
| Evento            | Atleta        | Grupo        | Confrontos | Pos.         | Grupo   | Confrontos | Pos.    | Quartas-de-final                                                | Semifinais                                         | Final                                                  | Pos. final |
| ----------------- | ------------- | ------------ | --- | ------------ | ------- | --- | ------- | --------------------------------------------------------------- | -------------------------------------------------- | ------------------------------------------------------ | ---------- |
| Simples masculino | Tamás Lakatos | H            | PRK Kim Kwang-Song V 3-2 (11-8, 7-11, 11-13, 11-6, 12-10) EGY Omar Bedair V 3-0 (11-6, 11-7, 12-10) ECU Rodrigo Tapia V 3-0 (11-7, 11-8, 118) | 1º           | AA      | KOR Kim Dong-Hyun V 3-2 (11-8, 3-11, 11-5, 8-11, 11-8) JPN Koki Niwa D 0-3 (5-11, 7-11, 2-11) NED Koen Hageraats V 3-1 (11-7, 7-11, 11-5, 11-3) | 2º      | SWE Hampus Soderlund V 4-2 (11-7, 11-3, 4-11, 11-8, 1-11, 11-4) | TPE Hung Tzu-Hsiang D 0-4 (3-11, 8-11, 3-11, 8-11) | FRA Simon Gauzy D 1-4 (2-11, 10-11, 11-9, 9-11, 8-11)* | 4º         |

| Evento         | Atleta                               | Preliminares | Preliminares | Preliminares | 2ª fase                           | Quartas-de-final | Semifinais    | Final         | Pos. final |
| Evento         | Atleta                               | Grupo        | Confrontos | Pos.         | 2ª fase                           | Quartas-de-final | Semifinais    | Final         | Pos. final |
| -------------- | ------------------------------------ | ------------ | --- | ------------ | --------------------------------- | ---------------- | ------------- | ------------- | ---------- |
| Equipes mistas | Mercédesz Nagyváradi e Tamás Lakatos | B            | Intercontinental 4 V 3-0 (3-0, 3-0, 3-0) KOR Coreia do Sul D 0-3 (0-3, 2-3, 0-3) Europa 5 V 2-1 (3-0, 3-0, 1-3) | 1º           | TPE Taipé Chinês D 0-2 (2-3, 1-3) | Não avançaram    | Não avançaram | Não avançaram | 9º         |

* Disputa pelo bronze

## Tiro
| Evento                        | Atleta        | Qualificação | Qualificação | Qualificação | Qualificação | Qualificação | Qualificação | Qualificação | Qualificação | Final       | Final       | Final       | Final       | Final       | Final       | Final       | Final       | Final       | Final       | Final       | Final       | Final       |
| Evento                        | Atleta        | 1            | 2            | 3            | 4            | 5            | 6            | Total        | Pos.         | 1           | 2           | 3           | 4           | 5           | 6           | 7           | 8           | 9           | 10          | Total final | Total       | Pos. final  |
| ----------------------------- | ------------- | ------------ | ------------ | ------------ | ------------ | ------------ | ------------ | ------------ | ------------ | ----------- | ----------- | ----------- | ----------- | ----------- | ----------- | ----------- | ----------- | ----------- | ----------- | ----------- | ----------- | ----------- |
| Pistola de ar 10 m masculino  | Csaba Bartók  | 89           | 88           | 88           | 88           | 91           | 84           | 528          | 20º          | Não avançou | Não avançou | Não avançou | Não avançou | Não avançou | Não avançou | Não avançou | Não avançou | Não avançou | Não avançou | Não avançou | Não avançou | Não avançou |
| Carabina de ar 10 m masculino | István Kapás  | 100          | 97           | 95           | 97           | 97           | 99           | 585          | 12º          | Não avançou | Não avançou | Não avançou | Não avançou | Não avançou | Não avançou | Não avançou | Não avançou | Não avançou | Não avançou | Não avançou | Não avançou | Não avançou |
| Carabina de ar 10 m feminino  | Katinka Szijj | 94           | 99           | 100          | 95           |              |              | 388          | 14º          | Não avançou | Não avançou | Não avançou | Não avançou | Não avançou | Não avançou | Não avançou | Não avançou | Não avançou | Não avançou | Não avançou | Não avançou | Não avançou |

## Tiro com arco
| Evento               | Atleta                               | Qualificatória | Qualificatória | 1ª rodada                                       | Oitavas-de-final   | Quartas-de-final   | Semi-finais        | Final              | Pos. final |
| Evento               | Atleta                               | Resultado      | Pos.           | Oponente Resultado                              | Oponente Resultado | Oponente Resultado | Oponente Resultado | Oponente Resultado | Pos. final |
| -------------------- | ------------------------------------ | -------------- | -------------- | ----------------------------------------------- | ------------------ | ------------------ | ------------------ | ------------------ | ---------- |
| Individual masculino | Sebastian Linszter                   | 559            | 27º            | SLO Gregor Rajh D 4-6                           | Não avançou        | Não avançou        | Não avançou        | Não avançou        | --         |
| Equipes mistas       | Sebastian Linszter e IND Seema Verma |                |                | POL Aleksandra Wojnicka/ TUR Yagiz Yilmaz D 2-6 | Não avançaram      | Não avançaram      | Não avançaram      | Não avançaram      | --         |

## Triatlo
| Evento               | Triatleta                                         | Natação | Transição 1 | Ciclismo | Transição 2 | Corrida | Tempo total | Pos.            |
| -------------------- | ------------------------------------------------- | ------- | ----------- | -------- | ----------- | ------- | ----------- | --------------- |
| Individual feminino  | Eszter Dudás                                      | 10:04   | 0:34        | 31:40    | 0:26        | 19:11   | 1:01:55.06  | 5º              |
| Individual masculino | Gábor Hankó                                       | 9:18    | 0:30        | 29:24    | 0:22        | 17:15   | 56:49.17    | 9º              |
| Revezamento misto    | Eszter Dudás (como integrante da equipe Europa 1) |         |             |          |             |         | 1:19:51.42  | Medalha de ouro |
| Revezamento misto    | Gábor Hankó (como integrante da equipe Europa 3)  |         |             |          |             |         | 1:22:49.66  | 6º              |

## Vela
| Evento               | Atleta             | Regata | Regata | Regata | Regata | Regata | Regata | Regata | Regata | Regata | Regata | Regata | Regata | Total | Posição |
| Evento               | Atleta             | 1      | 2      | 3      | 4      | 5      | 6      | 7      | 8      | 9      | 10     | 11     | M      | Total | Posição |
| -------------------- | ------------------ | ------ | ------ | ------ | ------ | ------ | ------ | ------ | ------ | ------ | ------ | ------ | ------ | ----- | ------- |
| Techno 293 masculino | András István Nikl | 12     | 9      | 12     | 5      | 18     | 16     | DSQ    | 11     | 16     | 12     |        | 9      | 120   | 12º     |
| Byte CII masculino   | Péter Bathó        | OCS    | 18     | 26     | 3      | 7      | 9      | 18     | 3      | 17     | 25     | OCS    | 14     | 140   | 19      |

Notas:
- M – Regata da Medalha
- OCS – On the Course Side of the starting line
- DSQ – Disqualified (Desclassificado)
- DNF – Did Not Finish (Não completou)
- DNS – Did Not Start (Não largou)
- BFD – Black Flag Disqualification (Desclassificado por bandeira preta)
- RAF – Retired after Finishing (Retirou-se após completar a prova)